# Krpeľany
Krpeľany (hongrois : Kerpelény) est un village de Slovaquie situé dans la région de Žilina.

## Histoire
La première mention écrite du village date de 1488.

## Démographie

### Évolution de la population
| Année:               | 1994. | 2004.   | 2014.   | 2024.   |
| -------------------- | ----- | ------- | ------- | ------- |
| Nombre de personnes: | 1062  | 1094    | 1106    | 1059    |
| Différence:          |       | +3,01 % | +1,09 % | -4,24 % |

| Année:               | 2023. | 2024.   |
| -------------------- | ----- | ------- |
| Nombre de personnes: | 1062  | 1059    |
| Différence:          |       | -0,28 % |